# Св. св. Петър и Павел (Рас)
Вижте пояснителната страница за други значения на Свети апостоли Петър и Павел.
„Св. св. Петър и Павел“ (на сръбски: Црква Светих апостола Петра и Павла) е православна църква в покрайнините на Нови пазар, Сърбия.
Сградата е построена в IX век, когато тези земи столетия са част от българската държава. Ротондоподобното ядро на днешния храмов комплекс планировъчно е провинциален аналог на Кръглата църква във Велики Преслав и е най-старата запазена църква в днешна Сърбия. Тя става главна църква на средновековната сръбска столица Стари Рас и е катедрална църква на Сръбската църква до края на XII век. Част е от комплекса Стари Рас, който е в Списъка на световното наследство на ЮНЕСКО.